# Kamso Mara
Youssouf Kamso Mara (Conakry, 24 dicembre 1994) è un calciatore guineano, centrocampista dello Stade Olympique Londais.

## Statistiche

### Cronologia presenze e reti in nazionale
| Cronologia completa delle presenze e delle reti in nazionale ― Guinea | Cronologia completa delle presenze e delle reti in nazionale ― Guinea | Cronologia completa delle presenze e delle reti in nazionale ― Guinea | Cronologia completa delle presenze e delle reti in nazionale ― Guinea | Cronologia completa delle presenze e delle reti in nazionale ― Guinea | Cronologia completa delle presenze e delle reti in nazionale ― Guinea | Cronologia completa delle presenze e delle reti in nazionale ― Guinea | Cronologia completa delle presenze e delle reti in nazionale ― Guinea |
| Data                                                                  | Città                                                                 | In casa                                                               | Risultato                                                             | Ospiti                                                                | Competizione                                                          | Reti                                                                  | Note                                                                  |
| --------------------------------------------------------------------- | --------------------------------------------------------------------- | --------------------------------------------------------------------- | --------------------------------------------------------------------- | --------------------------------------------------------------------- | --------------------------------------------------------------------- | --------------------------------------------------------------------- | --------------------------------------------------------------------- |
| 12-10-2019                                                            | Versailles                                                            | Comore                                                                | 1 – 0                                                                 | Guinea                                                                | Amichevole                                                            | -                                                                     | 46’                                                                   |
| 15-10-2019                                                            | Alicante                                                              | Cile                                                                  | 3 – 2                                                                 | Guinea                                                                | Amichevole                                                            | -                                                                     |                                                                       |
| 14-11-2019                                                            | Bamako                                                                | Mali                                                                  | 2 – 2                                                                 | Guinea                                                                | Qual. Coppa d'Africa 2021                                             | -                                                                     |                                                                       |
| 17-11-2019                                                            | Conakry                                                               | Guinea                                                                | 2 – 0                                                                 | Namibia                                                               | Qual. Coppa d'Africa 2021                                             | -                                                                     | 66’                                                                   |
| 10-10-2020                                                            | São João da Venda                                                     | Capo Verde                                                            | 1 – 2                                                                 | Guinea                                                                | Amichevole                                                            | -                                                                     | 36’                                                                   |
| 11-11-2020                                                            | Conakry                                                               | Guinea                                                                | 1 – 0                                                                 | Ciad                                                                  | Qual. Coppa d'Africa 2021                                             | -                                                                     | 67’                                                                   |
| 15-11-2020                                                            | N'Djaména                                                             | Ciad                                                                  | 1 – 1                                                                 | Guinea                                                                | Qual. Coppa d'Africa 2021                                             | -                                                                     |                                                                       |
| 28-3-2021                                                             | Windhoek                                                              | Namibia                                                               | 2 – 1                                                                 | Guinea                                                                | Qual. Coppa d'Africa 2021                                             | -                                                                     | cap. 86’                                                              |
| 31-5-2021                                                             | Adalia                                                                | Turchia                                                               | 0 – 0                                                                 | Guinea                                                                | Amichevole                                                            | -                                                                     | 65’                                                                   |
| 5-6-2021                                                              | Manavgat                                                              | Togo                                                                  | 2 – 0                                                                 | Guinea                                                                | Amichevole                                                            | -                                                                     | 46’                                                                   |
| 8-6-2021                                                              | Manavgat                                                              | Kosovo                                                                | 1 – 2                                                                 | Guinea                                                                | Amichevole                                                            | -                                                                     |                                                                       |
| Totale                                                                |                                                                       | Presenze                                                              | 11                                                                    |                                                                       | Reti                                                                  | 0                                                                     |                                                                       |